# Casa Blanca (Segudet)
La Casa Blanca és una casa pairal ubicada al nucli de població de Segudet, pertanyent a la parròquia d'Ordino, al Principat d'Andorra. La casa és un exemple de l'arquitectura vernacla d'Andorra, per la seva antiguitat, el grau d'autenticitat amb què s'ha conservat i els elements decoratius de què disposa tant a l'exterior com a l'interior. Es troba entre les cases d'aquest poble emplaçades a la riba dreta del riu Cegudet, al terme conegut com el «Solà de Segudet».
La casa pairal, juntament amb un colomer, dues eres i altres coberts organitzats al voltant d'un pati, està inscrita des del 2010 a l'inventari de patrimoni cultural d'Andorra com a bé inventariat.

## Descripció

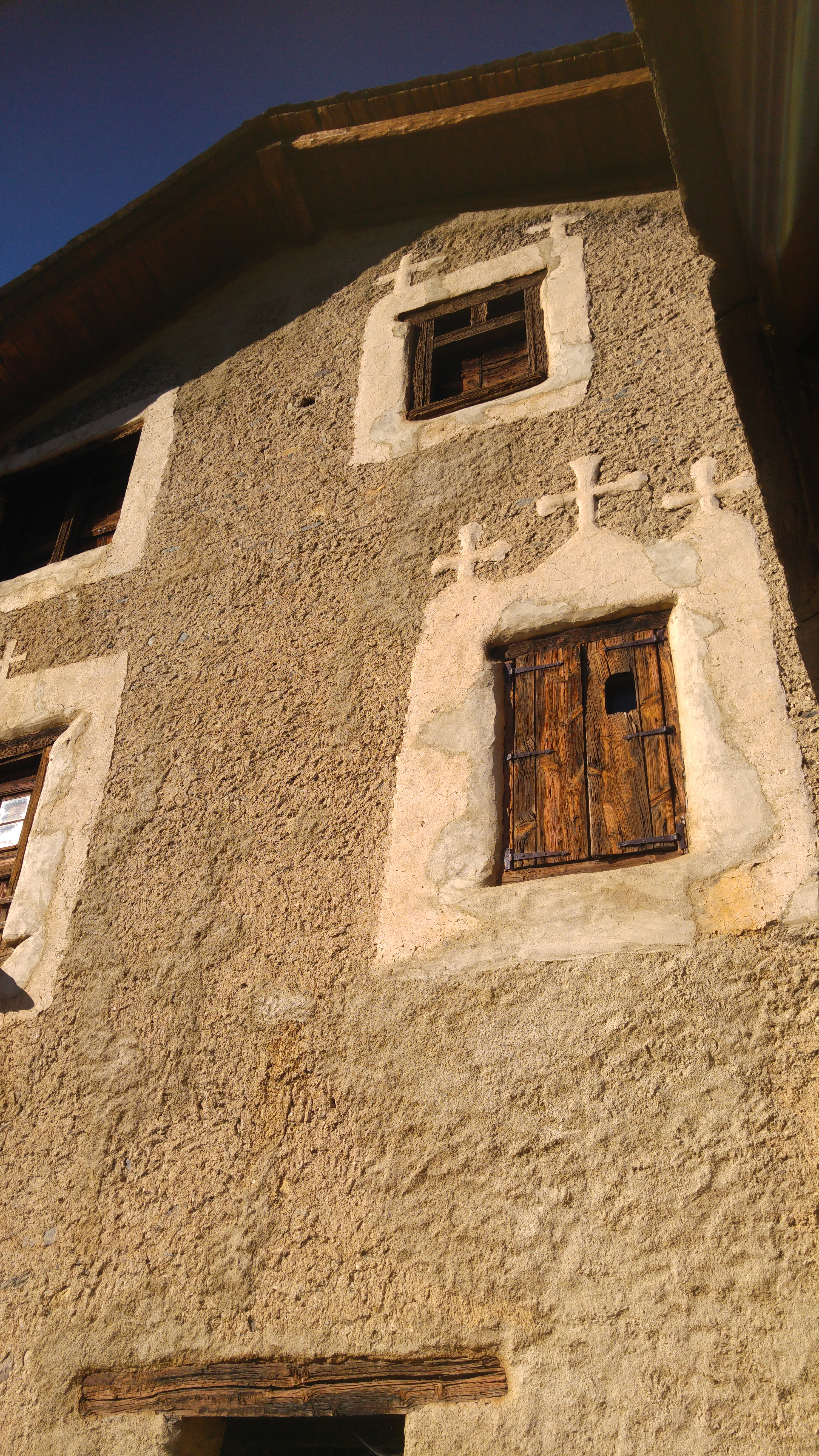
Detall de les finestres emmarcades de blanc i les creus

L'edifici principal és d'una sola peça i de planta rectangular, dues crugies i coberta a dos vessants amb un ràfec suportat per tornapuntes decorades. La façana principal, orientada al sud-oest, i les parets estan arrebossades com a símbol de riquesa -la pedra vista feia de pobre-, d'aquí prové el nom de la casa. Destaca la decoració que emmarca les finestres amb un enlluït blanc dibuixant creus per sobre del marc d'aquestes. Una de les finestres té una «T» invertida a la part superior del bastiment, amb la fusteria decorada amb incisions, i que respon a un model característic de les cases més antigues.
A l'interior, la casa s'estructura en una planta baixa, un pis i un cap de casa. S'hi troben una sèrie d'elements de gran valor: els festejadors a la cara interior de les finestres, típics de les cases antigues, l'escala de dos trams amb la fusteria totalment decorada amb motius propis de l'art popular, la pica de pedra amb la llinda també decorada, les traces de pintura mural i la cuina de caixa que és un dels pocs exemplars de cuina d'aquestes característiques que es conserva. També s'hi troben calaixeres i làmpades, en excel·lent estat de conservació. En general, l'organització de l'interior i dels elements referits tenen uns trets comuns amb altres edificis construïts amb anterioritat al segle xviii.

## Història
La casa Blanca és una de les més antigues de la parròquia d'Ordino i d'Andorra. Els primers propietaris van ser la família Call, de Segudet (hi havia dues cases amb el mateix nom). La primera referència documental d'aquesta família és del primer quart del segle xiii. A finals del segle xvi es va passar a denominar «cal Jaumet» pel matrimoni d'una pubilla. A la primera meitat del segle xvii destaca com una de les cases preeminents de la parròquia, i el seu propietari va ocupar el càrrec de cònsol.

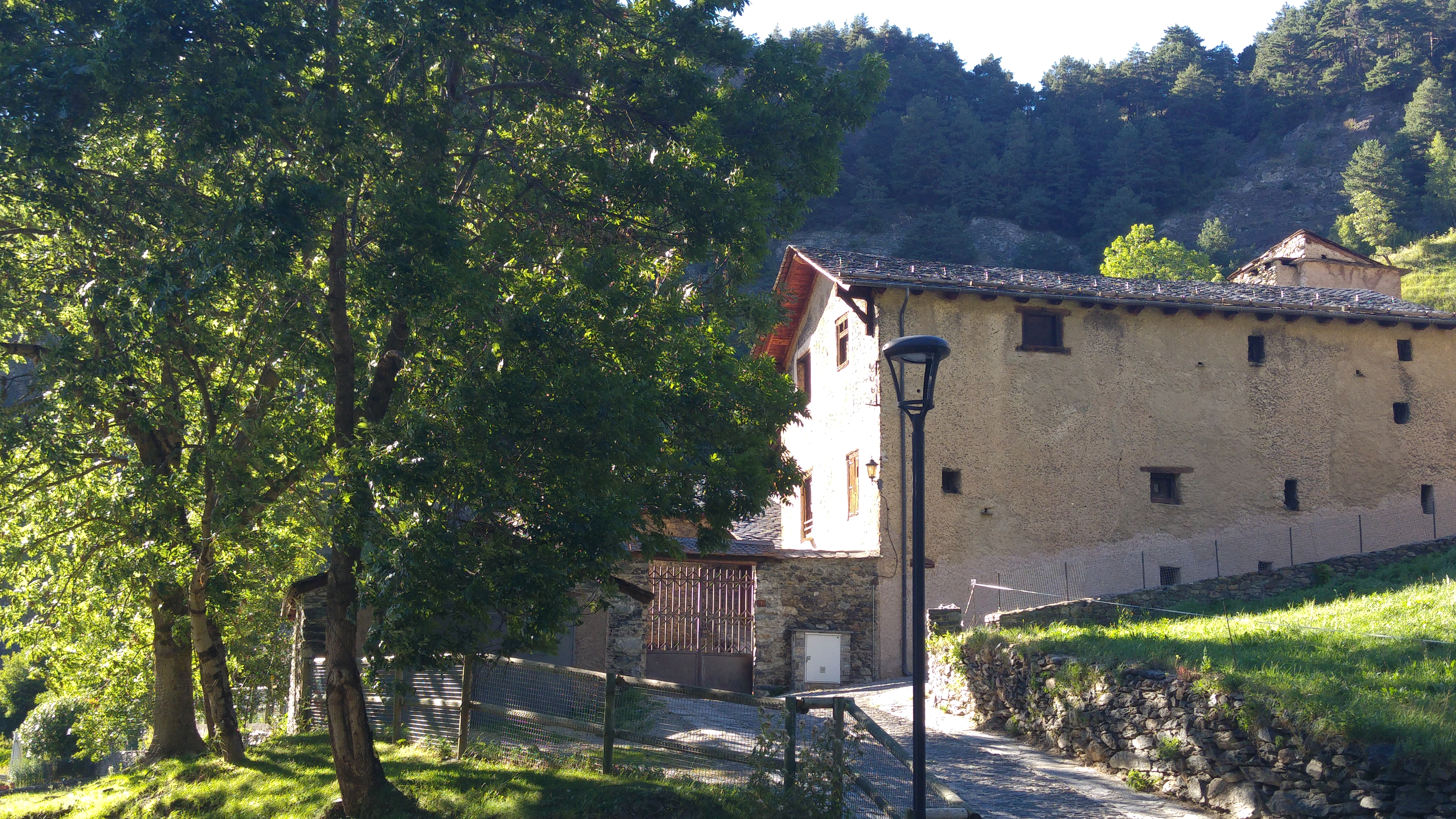
vista des del carrer Casa Blanca

Les activitats econòmiques principals eren l'agricultura i la ramaderia, juntament amb el comerç de bestiar oví i llana. A mitjans del segle xvii les operacions comercials es van girar en contra del darrer propietari, Jaume Pal, que va morir deixant un important deute. Per aquest motiu es va vendre el patrimoni de cal Jaumet, inclosa la casa, a Guillem d'Areny (actual Casa d'Areny-Plandolit), d'Ordino que la va utilitzar com una masoveria, i, amb el temps, se la va conèixer com la casa Blanca. Això va fer que no s'hi practiquessin reformes importants i ha afavorit que l'edifici es conservi tal com era al segle xvii.
La casa Blanca i els seus annexos il·lustren les cases de pagès andorranes com a agrupacions autosuficients on la casa-habitatge necessita el complement de l'era i d'altres annexos, desenvolupant-se com a unitats de producció agrícola autònomes. El grau d'integritat amb què s'ha conservat constitueix una referència per conèixer les formes de vida pròpies de la casa com unitat familiar i econòmica, entitat que constituïa la base de l'organització social de l'Andorra d'abans.